# Čchu-čou
Čchu-čou (čínsky pchin-jinem Chúzhōu, znaky 滁州) je městská prefektura v Čínské lidové republice. Leží ve východní části provincie An-chuej. Má plochu třináct a půl tisíce kilometrů čtverečních a roku 2020 v ní žilo bezmála čtyři miliony obyvatel.

## Poloha
Čchu-čou sousedí na jihozápadě s Che-fejem, hlavním městem provincie, na západě s Chuaj-nanem, na severozápadě s Peng-pu a na jihu s Čchao-chu. Celou svou východní hranicí sousedí s provincií Ťiang-su.

## Administrativní členění
Městská prefektura Čchu-čou se člení na osm celků okresní úrovně, a sice dva městské obvody, dva Městské okresy v Číně (přičemž městský okres Tchien-čchang má postavení subprefekturního městského okresu, což dává jeho administrativě vyšší pravomoce než má vedení běžného městského okresu) a čtyři okresy.
| Lang-ja Nan-čchiao městský okres · Tchien-čchang městský okres · Ming-kuang okres · Laj-an okres · Čchüan-ťiao okres · Ting-jüan okres · Feng-jang |        |                       |                       |                    |                                  |
| Název | Název  | Počet obyvatel (2010) | Počet obyvatel (2020) | Rozloha km² (2020) | Hustota zalidnění (obyv. na km²) |
| český přepis | znaky  | Počet obyvatel (2010) | Počet obyvatel (2020) | Rozloha km² (2020) | Hustota zalidnění (obyv. na km²) |
| Městské obvody |        |                       |                       |                    |                                  |
| Lang-ja | 琅琊区 | 310 427               | 410 300               | 268                | 1 531                            |
| Nan-čchiao | 南谯区 | 251 894               | 372 371               | 1 128              | 330                              |
| Městské okresy |        |                       |                       |                    |                                  |
| Tchien-čchang | 天长市 | 602 840               | 603 780               | 1 752              | 345                              |
| Ming-kuang | 明光市 | 532 732               | 485 627               | 2 360              | 206                              |
| Okresy |        |                       |                       |                    |                                  |
| Laj-an | 来安县 | 432 021               | 416 048               | 1 503              | 277                              |
| Čchüan-ťiao | 全椒县 | 383 885               | 395 633               | 1 576              | 251                              |
| Ting-jüan | 定远县 | 779 174               | 671 361               | 3 007              | 26023                            |
| Feng-jang | 凤阳县 | 644 895               | 631 934               | 1 921              | 329                              |
| |        |                       |                       |                    |                                  |
| Celkem | Celkem | 3 937 868             | 3 987 054             | 13 515             | 295                              |